# 橋爪康至
橋爪 康至（はしづめ やすよし、1956年5月31日生) は日本の実業家。OUGホールディングス株式会社代表取締役社長。

## 経歴
三重県立水産高等学校卒。1975年大阪魚市場株式会社（現OUGホールディングス株式会社）に入社。
2013年5月株式会社うおいち取締役常務執行役員、2017年5月株式会社うおいち代表取締役社長、同年6月OUGホールディングス株式会社取締役。
2022年6月OUGホールディングス株式会社代表取締役就任。